# Сомовская волость (Карачевский уезд)
Сомо́вская волость — административно-территориальная единица в составе Карачевского уезда.
Административный центр — село Сомово (Самово).

## История
Первое упоминание о Самовской волости (в старое время преобладало именно такое написание) относится к началу XVII века, когда она охватывала всю южную часть Карачевского уезда (приблизительно соответствует территории нынешнего Шаблыкинского района Орловской области, несколько расширенной к северу, западу и юго-западу). Однако в XVIII веке это понятие становится историческим и постепенно выходит из употребления.
Сомовская волость была вновь образована в связи с введением волостного деления в ходе реформы 1861 года; являлась одной из крупнейших в уезде.
В ходе укрупнения волостей, в 1924 году Сомовская волость была упразднена, а её территория присоединена к Шаблыкинской волости.
Ныне основная часть территории бывшей Сомовской волости входит в Шаблыкинский район Орловской области; незначительные части входят в Карачевский и Навлинский районы Брянской области.

## Административное деление
В 1920 году в состав Сомовской волости входили следующие сельсоветы: Архиповский, Бьядовичский, Гавриловский, Глыбоченский, Давыдовский, Железногородецкий, Ивановский, Климовский, Косуличский, Лесковский, Новорядовичский, Петрушковский, Рязанский, Слободскоуголковский, Сомовский, Старорядовичский, Хитровослободский, Хитровогримовский, Цуриковский, Яблочковский.